# Анджеліна (округ, Техас)
Шаблон:StateAbbr_ 31°16′ пн. ш. 94°37′ зх. д. / 31.26° пн. ш. 94.61° зх. д.
О́круг Анджелі́на (англ. Angelina County) — округ (графство) у штаті Техас, США. Ідентифікатор округу 48005.

## Історія
Округ утворений 1846 року.

## Демографія
За даними перепису 2000 року загальне населення округу становило 80130 осіб, зокрема міського населення було 44355, а сільського — 35775. Серед мешканців округу чоловіків було 39329, а жінок — 40801. В окрузі було 28685 домогосподарств, 21263 родин, які мешкали в 32435 будинках. Середній розмір родини становив 3,18.
Віковий розподіл населення поданий у таблиці:
| Стать    | До 15 років | 15-21 | 22-29 | 30-39 | 40-49 | 50-65 | 65-85 | Понад 85 |
| -------- | ----------- | ----- | ----- | ----- | ----- | ----- | ----- | -------- |
| Чоловіки | 9381        | 4229  | 4321  | 5806  | 5712  | 5692  | 3797  | 391      |
| Жінки    | 9052        | 4117  | 4277  | 5639  | 5631  | 6173  | 4984  | 928      |

## Суміжні округи
- Накодочес — північ
- Сан-Августин — північний схід
- Джеспер — південний схід
- Тайлер — південь
- Полк — південний захід
- Триніті — захід
- Г'юстон — захід
- Черокі — північний захід

## Виноски
1. ↑  U.S. Decennial Census. United States Census Bureau. Архів оригіналу за 26 квітня 2015. Процитовано 18 квітня 2015.
2. ↑  Texas Almanac: Population History of Counties from 1850–2010 (PDF). Texas Almanac. Архів оригіналу (PDF) за 26 лютого 2015. Процитовано 18 квітня 2015.
3. ↑  State & County QuickFacts. United States Census Bureau. Архів оригіналу за 6 липня 2011. Процитовано 8 грудня 2013. [Архівовано 2011-08-24 у Wayback Machine.](англ.) Наведено за англійською вікіпедією.
4. ↑  American FactFinder. Бюро перепису населення США. Архів оригіналу за 26 лютого 2012. Процитовано 31 січня 2008. [Архівовано 2008-05-21 у Wayback Machine.]

| США | Це незавершена стаття з географії США. Ви можете допомогти проєкту, виправивши або дописавши її. |